# Verville-Sperry M-1 Messenger
Sperry Messenger byl americký jednomístný dvouplošník navržený Alfredem V. Vervillem. Byl postaven společností Sperry Aircraft Company ve Farmingdale v New Yorku. Sperry vyrobil v letech 1920 až 1926 přibližně 50 Messengerů a civilní dvoumístnou verzi Sport Plane.

## Vývoj a historie
V roce 1921 Alfred V. Verville vedl Engineering Division, US Army Air Service (USAAS), která navrhla jednoduchý jednomístný dvouplošník, použitelný jako kurýrní letadlo k nahrazení motocyklů. Letadlo bylo postaveno společností Sperry Aircraft Company jako Sperry Messenger. Messenger byl konvenční dvouplošník s pevným podvozkem se zadní ostruhou a radiálním motorem Lawrance L-4 o výkonu 60 koní (45 kW). V roce 1924 dostalo vojenské letadlo označení USAAS M-1, M-1A a MAT.
V roce 1922 průkopník létání Lawrence Sperry se svým Messengerem přistál před budovou Kapitolu, a pokusil se tak přimět státní úředníky k zaplacení peněz, které mu stát dlužil za zakázky pro armádu USA.
Dne 13. prosince 1923 Sperry vzlétl v mlze ve svém M-1 Messengeru z Velké Británie, aby přeletěl Lamanšský průliv, ale nikdy do Francie nedoletěl. Jeho tělo bylo nalezeno v Lamanšském průlivu 11. ledna 1924.
Dvanáct kusů Messengerů bylo upraveno na rádiem řízené Messenger Aerial Torpedo, bezpilotní létající bombu. Zakladatel Sperry Aircraft Elmer Ambrose Sperry je nazýván otcem moderních navigačních technologií. Vyráběl mj. gyrokompasy a několika patenty je zdokonalil.  Podílel se na konstrukci Hewitt-Sperry Automatic Airplane. Jednoho z prvních bezpilotních radiem řízených letadel.
V souvislosti s vypouštěním radiem řízených bezpilotních letadel, vyvinuli ve Sperry Aircraft Company zařízení díky kterému se Messenger pilotovaný Clydem Finterem zahákl pod letící blimp TC-3 (vzducholoď určená k nesení parazitních letadel) a po chvíli se zase uvolnil a samostatně přistál. Stal se tak zřejmě prvním parazitním letadlem, které toho dosáhlo (dříve byla parazitní letadla z nosičů pouze vypouštěna.)
Díky malé velikosti Messengeru, jednoduché konstrukci a nízkým nákladům na údržbu byl ideální pro testování a experimentování. Kromě původního kurýrního určení jej Národní poradní výbor pro letectví (NACA) používal ve svých průkopnických aerodynamických výzkumných programech v letech 1923 až 1929.
Sperry M-1 Messenger byl také prvním letounem testovaným v aerodynamickém tunelu v měřítku 1:1. (Do té doby jen zmenšené modely.) Bylo to v roce 1927.   
Při testech řízených NACA, prováděli s Messengerem bezpočet letů a zjišťovali aerodynamické charakteristiky. Kombinovali šest vyměnitelných sad křídel různých profilů s různými vrtulemi, odzkoušenými v aerodynamickém tunelu Stanfordovy university (včetně třílisté).

## Varianty

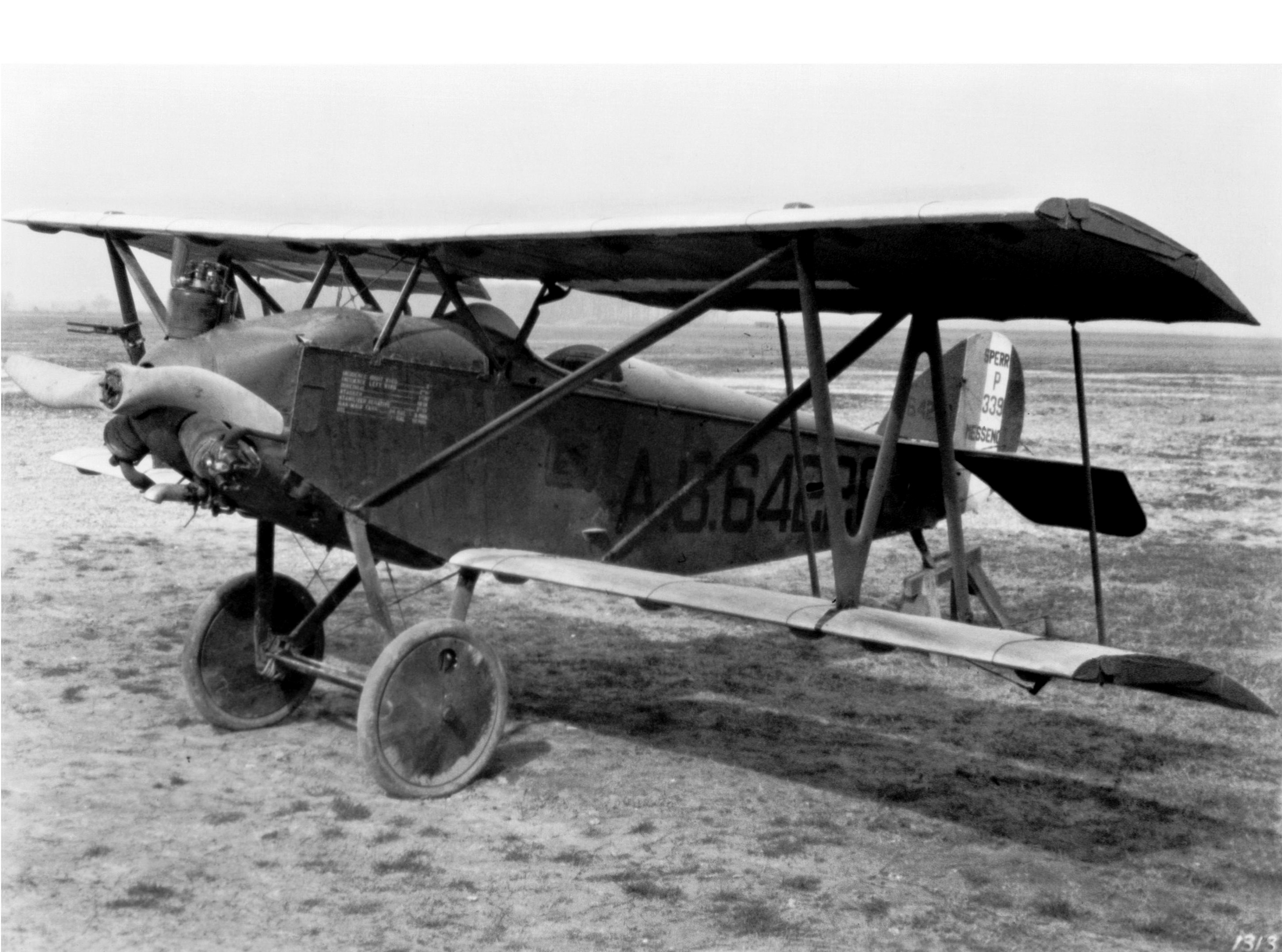
Verville-Sperry M-1 Messenger

Messenger Sperry
Vyrobeno 42 kusů později označené jako M-1 a M-1A a pravděpodobně 8 - 12 kusů jako MAT
M-1
26 kusů kurýrních letounů označených úřadem USAAS jako Verville-Sperry M-1
M-1A
16 kusů s vyšším objemem paliva v nádržích
MAT
8–12 kusů přestavěných na bezpilotní verzi - vzdušná torpéda (Messenger Aerial Torpedo)

## Specifikace (M-1)

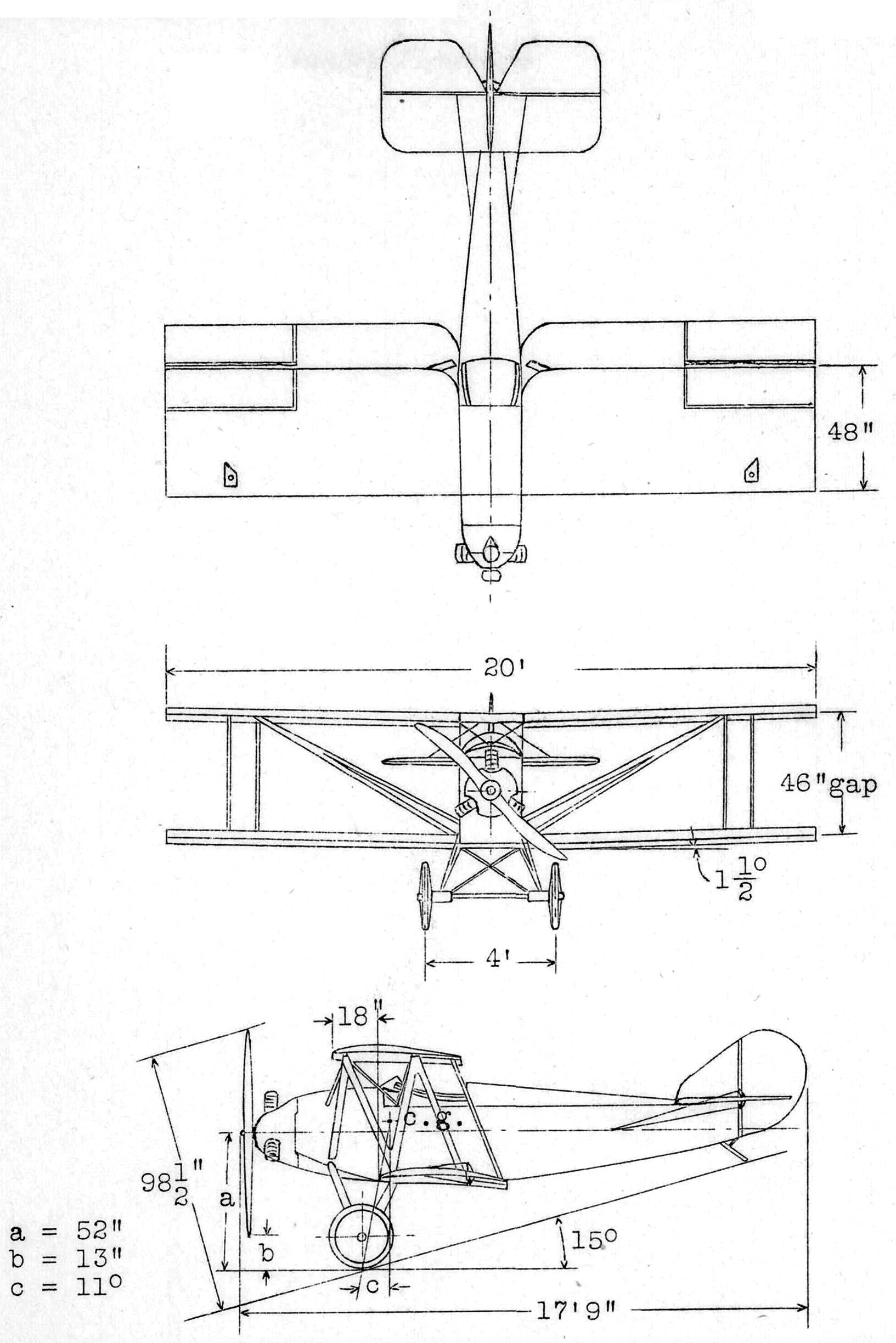

### Technické údaje
- Posádka: 1
- Délka: 5,41 m (17 stop a 9 in)
- Rozpětí: 6,10 m (20 stop a 0 in)
- Výška: 2,06 m (6 stop a 9 in)
- Plocha křídla: 160 čtverečních stop (14,86 m2)
- Prázdná hmotnost: 283 kg (623 lb)
- Vzletová hmotnost: 391 kg (862 lb)
- Pohonná jednotka:  Lawrance L-4 , 60 hp (45 kW)

### Výkony
- Maximální rychlost: 156 km/h (97 mph, 84 uzlů)
- Stoupavost: 3,56 m/s (700 ft/min)

### Výzbroj
- Bez výzbroje

## Zajímavost
V sedmdesátých nebo osmdesátých letech 20. století uvedla československá společnost MODELA na trh balsový model letadla Messenger. Jednalo se o volný model o rozpětí 580 mm s možností motorizace malým motorem Modela CO2. Díky tomu se toto letadlo dostalo do povědomí širšího okruhu modelářů a leteckých nadšenců. Fotografie i videa modelů jsou na různých modelářských webech např. na stránkách RC album.